# Bothfeld-Vahrenheide
Bothfeld-Vahrenheide, Stadtbezirk Bothfeld-Vahrenheide - okręg administracyjny w Hanowerze, w Niemczech, w kraju związkowym Dolna Saksonia. Liczy 47 534 mieszkańców. W jego skład wchodzi pięć dzielnic (Stadtteil).

## Rozwój populacji

Wykres przedstawia rozwój populacji w powiecie Bothfeld-Vahrenheide od 1 stycznia 2005 roku.